# Raphitoma bofilliana
Raphitoma bofilliana é uma espécie de gastrópode do gênero Raphitoma, pertencente a família Turridae.